# Kyōnin-ji
Le Kyōnin-ji, (nom officiel Komatsubara-zan Kyōnin-ji (小松原山鏡忍寺), situé dans la ville de Kamogawa, préfecture de Chiba, et fondé le 5 mars 1281, est un des temples historiques les plus importants du Nichiren Shū, plus ancienne école du Bouddhisme Nichiren.
Le 11 novembre 1264, à la suite d'une invitation de Kudō Yoshitaka, seigneur d'Amatsu, Nichiren est attaqué par des fidèles du Nembutsu alors qu'il se rend à la résidence du Seigneur. Kyōninbō Nichigyō et Kudō Yoshitaka qui se précipitent à son secours sont tués tandis que deux autres compagnons de Nichiren sont blessés. La légende veut que le chapelet de Nichiren l'a protégé de graves blessures. En souvenir de ces événements, Nichiryū, disciple de Nichiren et fils de Kudō Yoshitaka, fonde le temple en 1281.
À côté des bâtiments comme le soshidō (bâtiment des fondateurs) et le hon-dō, un cèdre vieux de 800 ans est un des principaux centres d'intérêt du temple. Selon la légende, la déesse Kishimojin est apparue à Nichiren dans le vieux cèdre.

## Référence
- (de) Cet article est partiellement ou en totalité issu de l’article de Wikipédia en allemand intitulé « Kyōnin-ji » (voir la liste des auteurs).